# Peono
Peono (en griego, Ποιωνός)  fue una antigua ciudad griega en la región de Epiro.
Su único testimonio conocido de Peono es que se menciona el nombramiento de un teorodoco hacia el año 355 a. C. de la ciudad para acoger al teoro de Epidauro, aunque algunos autores han formulado la hipótesis de que Peono podría ser el nombre de una persona en lugar de una ciudad.
Se desconoce su localización exacta, aunque se ha sugerido, por el orden que aparece en la lista de teorodocos, que podría haber sido un puerto situado entre Corcira y Tesprotia.